# Golden Globe Awards 2008
Die Golden Globe Awards 2008 wurden von der Hollywood Foreign Press Association (HFPA), einer Vereinigung internationaler Filmjournalisten, am 13. Januar 2008 zum 65. Mal vergeben. Die Bekanntgabe der Gewinner erfolgte aufgrund des Streiks der US-Drehbuchautoren dieses Mal allerdings nur im Rahmen einer Pressekonferenz, auf das übliche Galadinner wurde verzichtet.

## Nominierungen
Die Nominierungen wurden am 13. Dezember 2007 von Hayden Panettiere, Quentin Tarantino, Dane Cook und Ryan Reynolds bekanntgegeben. Berücksichtigt wurden Spielfilme und Fernsehprogramme, die zwischen dem 1. Januar und dem 31. Dezember 2007 aufgeführt wurden. Fremdsprachige Filme mussten im Ursprungsland zwischen dem 1. November 2006 und dem 31. Dezember 2007 uraufgeführt worden sein. Insgesamt qualifizierten sich 194 Spielfilme (davon 68 Komödien oder Musicals), 9 Animationsfilme, 120 Fernsehserien (davon 46 Komödien) und 37 Mini-Serien oder Fernsehfilme. Die meisten Nominierungen erhielt Joe Wrights Literaturverfilmung Abbitte. Neben der Nominierung als bestes Filmdrama gingen sechs weitere Nominierungen unter anderem an die Hauptdarsteller Keira Knightley und James McAvoy und an Regisseur Wright. Hauptkonkurrenten bei den Dramen waren die Thriller Michael Clayton und No Country for Old Men mit je vier Nominierungen, gefolgt von den beiden Gangsterfilmen Eastern Promises und American Gangster mit je drei Nominierungen. Die Komödie Der Krieg des Charlie Wilson erhielt mit fünf Nennungen die zweitmeisten Nominierungen. Sie konkurrierte mit der Komödie Juno den Musicals Sweeney Todd – Der teuflische Barbier aus der Fleet Street, Across the Universe und Hairspray. Überraschenderweise wurden die beiden erfolgreichsten Komödien des Jahres 2007, Beim ersten Mal und Superbad, von der HFPA ignoriert.
Als beste fremdsprachige Filme wurden der Sieger von Cannes, das rumänische Drama 4 Monate, 3 Wochen und 2 Tage, die französische Filmbiografie Schmetterling und Taucherglocke, die zusätzlich für die beste Regie und das beste Drehbuch nominiert wurde, der Zeichentrickfilm Persepolis, Ang Lees Gefahr und Begierde sowie die US-amerikanische Produktion Drachenläufer von dem deutsch-schweizerischen Regisseur Marc Forster nominiert. Insgesamt standen 61 fremdsprachige Filme auf einer Auswahlliste, darunter die deutschen Produktionen Vier Minuten und Strajk – Die Heldin von Danzig sowie der österreichische Film Die Fälscher.
Bei den Schauspielern wurden sowohl die Australierin Cate Blanchett (Elizabeth – Das goldene Königreich und I’m Not There) als auch der US-Amerikaner Philip Seymour Hoffman (Die Geschwister Savage und Der Krieg des Charlie Wilson) zweimal nominiert. Schauspieler und Regisseur Clint Eastwood erhielt ebenfalls zwei Nominierungen, allerdings für die beste Filmmusik und den Titelsong des Kriegsdramas Grace is Gone. Chancen auf den Preis für den besten Hauptdarsteller in einer Komödie oder Musical konnte sich vor allem Johnny Depp für die Titelrolle in Tim Burtons Musical Sweeney Todd – Der teuflische Barbier aus der Fleet Street einräumen. In der Vergangenheit konkurrierte der US-Amerikaner siebenmal vergeblich um den Golden Globe, davon sechsmal in besagter Kategorie – ein Minusrekord.
Im Bereich Fernsehen erhielten die Fernsehserie Damages – Im Netz der Macht und der Fernsehfilm Die Moormörderin von Manchester jeweils vier Nominierungen. Mit jeweils drei Nominierungen folgen die Comedy-Serien 30 Rock und Entourage, die Serie Pushing Daisies sowie der Fernsehfilm Bury My Heart at Wounded Knee.

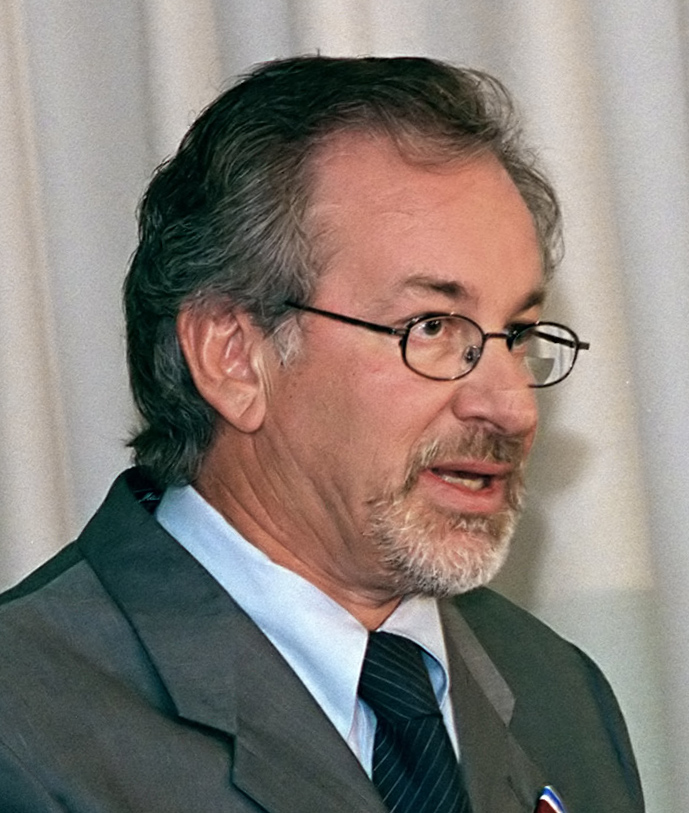
Steven Spielberg, Preisträger des Cecil B. DeMille Awards

Vorab wurde der sechsfache Golden-Globe-Gewinner Steven Spielberg als Preisträger des Cecil B. deMille Awards bekannt gegeben. Er erhält diesen Ehrenpreis für seinen „außerordentlichen Beitrag zum Unterhaltungsbereich“. Nach der Absage der Verleihungszeremonie wurde aber entschieden, dass Spielberg der Cecil B. DeMille Award erst im Jahr 2009 übergeben wird.
Der Sender ProSieben wollte die Verleihung ursprünglich live in Deutschland übertragen.

## WGA-Streik
Überschattet wurde die Verleihung der Golden Globes von dem Streik der in der WGA organisierten Drehbuchautoren. Grund für den Streik war nicht nur die Forderung nach höheren Gehältern, sondern auch der Wunsch nach einer generellen Neugestaltung der finanziellen Beteiligung von Autoren an den Einnahmen durch ihre Werke. Verhandlungen der Dick Clark Productions über eine Mitwirkung der Autoren an der Zeremonie waren gescheitert, woraufhin die WGA Streikposten am Veranstaltungsort ankündigte. Aus Solidarität gab die Schauspielergewerkschaft SAG am 5. Januar 2008 bekannt, dass sich alle nominierten Schauspieler sowie die vorgesehenen Präsentatoren darauf geeinigt hatten, der Golden-Globe-Verleihung fernzubleiben, sofern die Veranstaltung von den Drehbuchautoren bestreikt würde. Die HFPA verstärkte daraufhin ihre Bemühungen, mit der WGA eine einvernehmliche Lösung zu finden.
Die Verleihung der Auszeichnungen in den Bereichen Film (14 Kategorien) und Fernsehen (11 Kategorien) sollte im Rahmen eines Galadiners im Beverly Hilton Hotel in Beverly Hills stattfinden und von dem US-amerikanischen Fernsehsender NBC übertragen werden. Nachdem die Verleihung zwei Jahre lang montags stattfand, sollte die Gala wieder an einem Sonntag ausgestrahlt werden, wodurch sich die Produzenten höhere Einschaltquoten erhofften.
Letztendlich fand die ursprüngliche geplante Verleihung der Golden Globes in dieser Form nicht statt. Stattdessen gab es lediglich eine Pressekonferenz, bei der die Gewinner der Golden Globes verkündet wurden. Vorher hatte NBC Clips und Interview übertragen, anschließend Berichte von Golden-Globe-Partys. Der Schaden, der NBC durch das Entfallen von Werbeeinnahmen entstand, betrug vermutlich mehrere Millionen Dollar. Allein der entfallene Anteil für die HFPA betrug dabei 5 Millionen Dollar.

## Gewinner & Nominierte im Bereich Film

### Bester Film – Drama
Abbitte (Atonement) – Regie: Joe Wright
- American Gangster – Regie: Ridley Scott
- Michael Clayton – Regie: Tony Gilroy
- No Country for Old Men – Regie: Ethan und Joel Coen
- The Great Debaters – Regie: Denzel Washington
- There Will Be Blood – Regie: Paul Thomas Anderson
- Tödliche Versprechen – Eastern Promises (Eastern Promises) – Regie: David Cronenberg

### Bester Film – Komödie/Musical
Sweeney Todd – Der teuflische Barbier aus der Fleet Street (Sweeney Todd: The Demon Barber of Fleet Street) – Regie: Tim Burton
- Across the Universe – Regie: Julie Taymor
- Der Krieg des Charlie Wilson (Charlie Wilson’s War) – Regie: Mike Nichols
- Hairspray – Regie: Adam Shankman
- Juno – Regie: Jason Reitman

### Beste Regie
Julian Schnabel – Schmetterling und Taucherglocke (Le scaphandre et le Papillon)
- Tim Burton – Sweeney Todd – Der teuflische Barbier aus der Fleet Street (Sweeney Todd: The Demon Barber of Fleet Street)
- Ethan und Joel Coen – No Country for Old Men
- Ridley Scott – American Gangster
- Joe Wright – Abbitte (Atonement)

### Bester Hauptdarsteller – Drama
Daniel Day-Lewis – There Will Be Blood
- George Clooney – Michael Clayton
- James McAvoy – Abbitte (Atonement)
- Viggo Mortensen – Tödliche Versprechen – Eastern Promises (Eastern Promises)
- Denzel Washington – American Gangster

### Beste Hauptdarstellerin – Drama
Julie Christie – An ihrer Seite (Away from Her)
- Cate Blanchett – Elizabeth – Das goldene Königreich (Elizabeth: The Golden Age)
- Jodie Foster – Die Fremde in dir (The Brave One)
- Angelina Jolie – Ein mutiger Weg (A Mighty Heart)
- Keira Knightley – Abbitte (Atonement)

### Bester Hauptdarsteller – Komödie/Musical
Johnny Depp – Sweeney Todd – Der teuflische Barbier aus der Fleet Street (Sweeney Todd: The Demon Barber of Fleet Street)
- Ryan Gosling – Lars und die Frauen (Lars and the Real Girl)
- Tom Hanks – Der Krieg des Charlie Wilson (Charlie Wilson’s War)
- Philip Seymour Hoffman – Die Geschwister Savage (The Savages)
- John C. Reilly – Walk Hard: Die Dewey Cox Story (Walk Hard: The Dewey Cox Story)

### Beste Hauptdarstellerin – Komödie/Musical
Marion Cotillard – La vie en rose
- Amy Adams – Verwünscht (Enchanted)
- Nikki Blonsky – Hairspray
- Helena Bonham Carter – Sweeney Todd – Der teuflische Barbier aus der Fleet Street (Sweeney Todd: The Demon Barber of Fleet Street)
- Elliot Page[14] – Juno

### Bester Nebendarsteller
Javier Bardem – No Country for Old Men
- Casey Affleck – Die Ermordung des Jesse James durch den Feigling Robert Ford (The Assassination of Jesse James by the Coward Robert Ford)
- Philip Seymour Hoffman – Der Krieg des Charlie Wilson (Charlie Wilson’s War)
- John Travolta – Hairspray
- Tom Wilkinson – Michael Clayton

### Beste Nebendarstellerin
Cate Blanchett – I’m Not There
- Julia Roberts – Der Krieg des Charlie Wilson (Charlie Wilson’s War)
- Saoirse Ronan – Abbitte (Atonement)
- Amy Ryan – Gone Baby Gone – Kein Kinderspiel (Gone Baby Gone)
- Tilda Swinton – Michael Clayton

### Bestes Drehbuch
Ethan und Joel Coen – No Country for Old Men
- Diablo Cody – Juno
- Christopher Hampton – Abbitte (Atonement)
- Ronald Harwood – Schmetterling und Taucherglocke (Le scaphandre et le Papillon)
- Aaron Sorkin – Der Krieg des Charlie Wilson (Charlie Wilson’s War)

### Beste Filmmusik
Dario Marianelli – Abbitte (Atonement)
- Michael Brook, Kaki King, Eddie Vedder – Into the Wild
- Clint Eastwood – Die Zeit ohne Grace (Grace is Gone)
- Alberto Iglesias – Drachenläufer (The Kite Runner)
- Howard Shore – Tödliche Versprechen – Eastern Promises (Eastern Promises)

### Bester Filmsong
„Guaranteed“ aus Into the Wild – Eddie Vedder
„Grace Is Gone“ aus Die Zeit ohne Grace (Grace is Gone) – Clint Eastwood, Carole Bayer Sager
„Despedida“ aus Die Liebe in den Zeiten der Cholera (Love in the Time of Cholera) – Antonio Pinto, Shakira
„That’s How You Know“ aus Verwünscht (Enchanted) – Alan Menken, Stephen Schwartz
„Walk Hard“ aus Walk Hard: Die Dewey Cox Story (Walk Hard: The Dewey Cox Story) – Judd Apatow, Marshall Crenshaw, Jake Kasdan, John C. Reilly

### Bester Animationsfilm
Ratatouille – Regie: Brad Bird
- Bee Movie – Das Honigkomplott (Bee Movie) – Regie: Steve Hickner, Simon J. Smith
- Die Simpsons – Der Film (The Simpsons Movie) – Regie: David Silverman

### Bester fremdsprachiger Film
Schmetterling und Taucherglocke (Le scaphandre et le Papillon), Frankreich/USA – Regie: Julian Schnabel
- Drachenläufer (The Kite Runner), Vereinigte Staaten – Regie: Marc Forster
- Gefahr und Begierde (Se, jie), Taiwan – Regie: Ang Lee
- Persepolis (Persepolis), Frankreich – Regie: Vincent Paronnaud, Marjane Satrapi
- 4 Monate, 3 Wochen und 2 Tage (4 luni, 3 săptămâni și 2 zile), Rumänien – Regie: Cristian Mungiu

## Gewinner & Nominierte im Bereich Fernsehen

### Beste Serie – Drama
Mad Men
- Big Love
- Damages – Im Netz der Macht (Damages)
- Die Tudors (The Tudors)
- Dr. House (House, M.D.)
- Grey’s Anatomy

### Bester Serien-Hauptdarsteller – Drama
Jon Hamm – Mad Men
- Michael C. Hall – Dexter
- Hugh Laurie – Dr. House (House, M.D.)
- Jonathan Rhys Meyers – Die Tudors (The Tudors)
- Bill Paxton – Big Love

### Beste Serien-Hauptdarstellerin – Drama
Glenn Close – Damages – Im Netz der Macht (Damages)
- Patricia Arquette – Medium – Nichts bleibt verborgen (Medium)
- Minnie Driver – The Riches
- Edie Falco – Die Sopranos (The Sopranos)
- Sally Field – Brothers & Sisters
- Holly Hunter – Saving Grace
- Kyra Sedgwick – The Closer

### Beste Serie – Komödie oder Musical
Extras
- Californication
- Entourage
- Pushing Daisies
- 30 Rock

### Bester Serien-Hauptdarsteller – Komödie oder Musical
David Duchovny – Californication
- Alec Baldwin – 30 Rock
- Steve Carell – Das Büro (The Office)
- Ricky Gervais – Extras
- Lee Pace – Pushing Daisies

### Beste Serien-Hauptdarstellerin – Komödie oder Musical
Tina Fey – 30 Rock
- Christina Applegate – Samantha Who?
- America Ferrera – Ugly Betty
- Anna Friel – Pushing Daisies
- Mary-Louise Parker – Weeds – Kleine Deals unter Nachbarn (Weeds)

### Beste Mini-Serie oder Fernsehfilm
Die Moormörderin von Manchester (Longford)
- Begrabt mein Herz am Wounded Knee (Bury My Heart at Wounded Knee)
- Die Schattenmacht – The State Within (The State Within)
- Five Days
- The Company – Im Auftrag der CIA (The Company)

### Bester Hauptdarsteller – Mini-Serie oder Fernsehfilm
Jim Broadbent – Die Moormörderin von Manchester (Longford)
- Adam Beach – Begrabt mein Herz am Wounded Knee (Bury My Heart at Wounded Knee)
- Ernest Borgnine – A Grandpa for Christmas
- Jason Isaacs – Die Schattenmacht – The State Within (The State Within)
- James Nesbitt – Jekyll

### Beste Hauptdarstellerin – Mini-Serie oder Fernsehfilm
Queen Latifah – Life Support
- Bryce Dallas Howard – As You Like It
- Debra Messing – The Starter Wife – Alles auf Anfang (The Starter Wife)
- Sissy Spacek – Pictures of Hollis Woods
- Ruth Wilson – Jane Eyre

### Bester Nebendarsteller – Serie, Mini-Serie oder Fernsehfilm
Jeremy Piven – Entourage
- Ted Danson – Damages – Im Netz der Macht (Damages)
- Kevin Dillon – Entourage
- Andy Serkis – Die Moormörderin von Manchester (Longford)
- William Shatner – Boston Legal
- Donald Sutherland – Dirty Sexy Money

### Beste Nebendarstellerin – Serie, Mini-Serie oder Fernsehfilm
Samantha Morton – Die Moormörderin von Manchester (Longford)
- Rose Byrne – Damages – Im Netz der Macht (Damages)
- Rachel Griffiths – Brothers & Sisters
- Katherine Heigl – Grey’s Anatomy
- Anna Paquin – Begrabt mein Herz am Wounded Knee (Bury My Heart at Wounded Knee)
- Jaime Pressly – My Name Is Earl

## Cecil B. DeMille Award
Steven Spielberg (Die Verleihungszeremonie fand aufgrund des Streiks der US-Drehbuchautoren jedoch erst im Rahmen der Golden Globe Awards 2009 statt.)

## Miss Golden Globe
Rumer Willis (Tochter von Demi Moore und Bruce Willis)